# Пата
Патата е оръжие с острие, произлизащо от Северна Индия. То прилича на къс меч, но разликата е, че острието е закачено за желязна ръкавица. Използването на думата Пата (хинди: पट) вероятно датира от португалската терминология, където има значение на нокът на хищник или на копито, чиято форма има и самото оръжие.

## Размери и използване
С начина си на използване то е близко до катара. Покритието на ръката при патата е допълнение, което дава възможност оръжието да се използва и за рязане, не само за пробождане. Това оръжие се смята за изключително ефективно за пехота срещу въоръжена кавалерия. Патата обикновено включва острие от 25 до 120 см, заострено и от двете страни.

## През историята
Шиважу (индийски пълководец, основател на империята Марата) се смята, че за известен човек, често използвал патата. Един от неговите военачалници, Танажи Малусаре, използва оръжието и с двете си ръце при битката при Синхагад, преди една от ръцете му да бъде отрязана.
Император Акбар също използва оръжието по време на обсадата на Гужарат. Воините Ражпут също използвали патата и то с голям ефект. Те също създават и различни вариации на оръжието.

## Днес
Една от най-добре подбраните колекции на това оръжие днес може да бъде видяна в залата Дурбар, в двореца Шива Нивас. Нейни притежатели са някогашните владетели - Кралското семейство на Мелар. Тази колекция съдържа и още множество средновековни оръжия.